# Gare de Malmedy
La gare de Malmedy est une gare ferroviaire belge de la ligne 45, de Waimes à Trois-Ponts, située à proximité du centre-ville de Malmedy, dans la province de Liège en Région wallonne.
Elle est mise en service en 1885 par l'administration des chemins de fer de l'État de Prusse (Königlich Preußische Staatseisenbahnen). Gare de la Société nationale des chemins de fer belges (SNCB), elle est fermée au trafic voyageurs en 1959.

## Situation ferroviaire
Établie à 353 mètres d'altitude, la gare de Malmedy était située au point kilométrique (PK) 8,0 de la ligne 45, de Waimes à Trois-Ponts, entre les gares de Waimes et de Stavelot dont elle été séparée par les haltes de Meiz et Masta.

## Histoire
La station de Malmedy est mise en service le 1er décembre 1885 par l'administration des chemins de fer de l'État de Prusse (Königlich Preußische Staatseisenbahnen) lorsqu'elle inaugure la ligne d'Aix-la-Chapelle à Malmedy, via Waimes. La ville de Malmedy est alors située sur le territoire de la Prusse. En 1909 la voie est prolongée jusqu'à la frontière et reliée au réseau belge et à la gare de Stavelot le 5 janvier 1914.
Après le rattachement des cantons de l'Est à la Belgique, les Chemins de fer de l'État belge (SNCB en 1926) reprennent l’exploitation.
Le service des trains de voyageurs est supprimé le 23 février 1959.
La ligne 45 ferme aux marchandises en 1983, mais reprend du service en 1989 afin de donner un nouveau chemin d'accès au Camp militaire d'Elsenborn près de Sourbrodt. Ce trafic prend fin en 2006. Un chemin RAVeL a depuis été aménagé entre Trois-Ponts et Waimes.

## Patrimoine ferroviaire

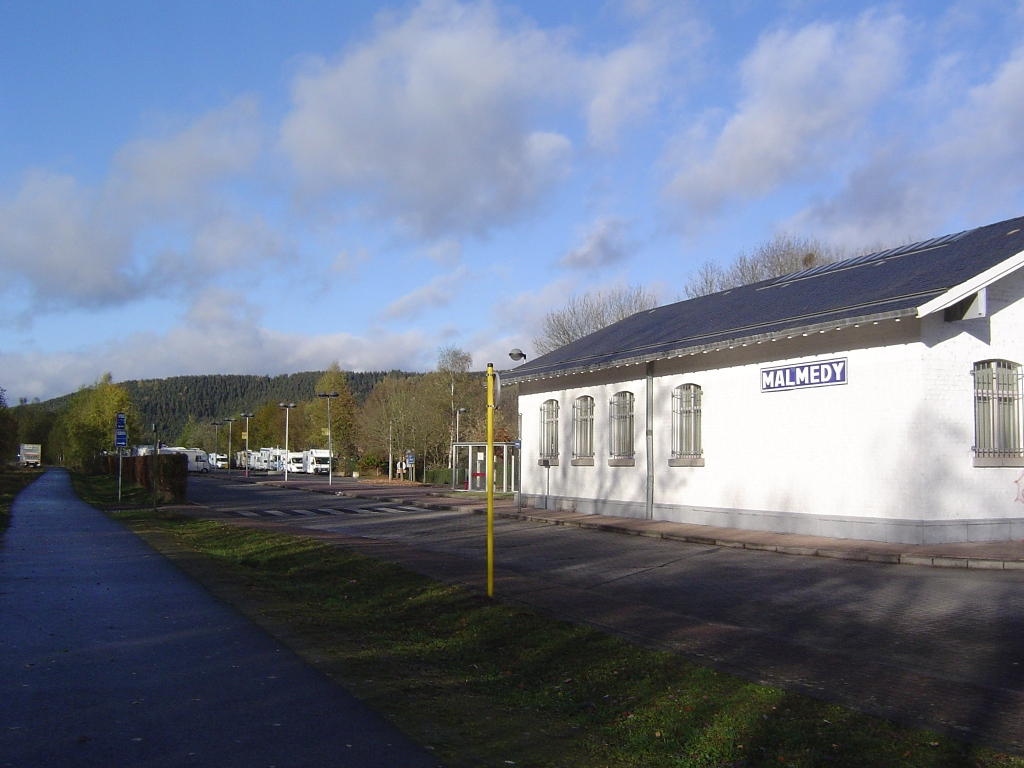
Ancienne annexe.

Le bâtiment des recettes d'origine était similaire à celui de la gare de Montjoie. La partie centrale à étage possède cinq travées dont une baie double sous le pignon central à la charpente élaborée. Les photos les plus anciennes montrent une aile de quatre travées sur sa droite, plus basse et plus étroite. Les Prussiens ajoutent quelques années plus tard une aile à étage de quatre travées à gauche du corps central.
Détruit lors de la seconde guerre, il est remplacé par un nouveau bâtiment construit en 1954 qui existe toujours à l'heure actuelle et est désormais utilisé par la croix-rouge de Malmédy. Cette construction de style moderne se caractérise par des moellons de plusieurs couleurs naturelles, une vaste toiture en ardoises locales et un bardage au sommet du grand pignon central.
Un autre bâtiment plus ancien situé à 100 mètres de là pourrait être la halle à marchandises de la gare ou un vestige du bâtiment de 1885.